# Aziridina
Aziridinas são compostos orgânicos contendo o grupo funcional aziridina, um heterociclo de três membros com um grupo amina e dois grupos metileno. O composto dos quais os outros são derivados é a aziridina (ou etilenoimina, azaciclopropano), com fórmula molecular C2H5N.